# Thomas Ebner
Thomas Ebner (Baden, 22 febbraio 1992) è un calciatore austriaco, centrocampista o difensore del Flyeralarm Traiskirchen.

## Caratteristiche tecniche
Mediano, può giocare come difensore centrale o come terzino destro.

## Carriera
Ha giocato nella prima divisione austriaca.